# Ahmad ibn Yahya
Ahmad ibn Yahya (Alohnom, 18 giugno 1891 – Ta'izz, 19 settembre 1962) fu imam e re dello Yemen dal 1948 al 1962.
Regnante spietato, arbitrario e incoerente fu oggetto di un tentativo di colpo di Stato e diversi tentativi di assassinio che portarono alla caduta del regno poco dopo la sua morte. I suoi nemici erano principalmente gli ambiziosi membri delle famiglie pan-arabiste e repubblicane che lo soprannominarono "Ahmad il diavolo". Rimase però sorprendentemente popolare tra i suoi sudditi, in particolare quelli delle tribù del nord, che lo chiamavano "grande turbante". Per la sua notevole capacità di sfuggire a numerosi tentativi di assassinio, era conosciuto come al-Djinn. Come suo padre, Ahmad fu profondamente conservatore, ma comunque si alleò con l'Unione Sovietica, la Cina comunista e l'Egitto, i quali fornirono aiuti economici e militari al regno. Queste alleanze furono in gran parte determinate dal suo desiderio di espellere gli inglesi dal sud dello Yemen e rendere il protettorato di Aden parte del Grande Yemen. Alla fine si rivoltò contro l'Egitto, che dopo la sua morte sostenne un golpe repubblicano contro il suo figlio e successore.

## Biografia

### Gioventù e carattere
Ahmad bin Yahya nacque ad Alohnom il 18 giugno 1891 ed era il figlio maggiore di Yahya Muhammad Hamid ed-Din, del ramo Hamid al-Din della dinastia Al-Qasimi. Yahya era già imam degli sciiti zayditi dello Yemen del nord dal 1904, quando succedette al padre. Yahya assunse il titolo di re dello Yemen dopo la fine del dominio ottomano il paese nel 1918.
In gioventù Ahmad era noto per il suo aspetto sorprendentemente feroce. Era basso e tarchiato e con visibili occhi sporgenti, che alcuni sostenevano essere indotti. Anche se scriveva poesie dalla sua giovinezza era noto per il suo temperamento esplosivo. Circolava la voce che quando studiava legge, affrontò gli altri studenti con un coltello per farli giurare di supportarlo un giorno come imam.

### Carriera iniziale e colpo di Stato del 1948
Negli anni '20 e '30, Ahmad assistette il padre nel governo del paese attraverso la strategia, la diplomazia, la guerra tribale e gli intrighi. Ahmad fu governatore di Ta'izz dal 1918 al 1948. Nel 1927 venne nominato wali Ahad ovvero principe ereditario.
Dal padre, Ahmad imparò una profonda sfiducia per il nuovo e una profonda avversione per ogni cambiamento nei metodi medievali di governo. Tuttavia, mentre era governatore si circondò di riformatori. Egli cercò sempre cercato di mantenere le fazioni a lui vicine, ma il suo temperamento instabile spesso lo tradì. Nel 1944 alla sua corte a Ta'izz, gli fu sentito esclamare: "Io prego Dio di non morire prima di sporcare la mia spada con il sangue di questi modernisti". L'esplosione causò la fuga dalla corte verso Aden di Ahmad Muhammad Nu'man, Muhammad al-Zubayri e altri futuri "liberali". Essi volevano uno Yemen libero e moderatamente riformato. In seguito essi fondarono il Movimento per la Liberazione dello Yemen.
Il suo comportamento arbitrario e imprevedibile, tuttavia, non diminuì la sua popolarità a Ta'izz. Mentre era governatore rase al suolo la tomba di Ibn Alwan, senza alcuna protesta da parte dei chierici shafi'i. Nel 1952 fece imprigionare nei famigerati sotterranei di Hajjah alcuni zayditi che avevano attaccato un religioso a Ibb per aver pronunciato un sermone in cui lodava i tre califfi prima di Ali. Anche se i suoi soldati erano zayditi e la popolazione di Ta'izz Shaff'i, un osservatore britannico rilevò "non c'è una fede universale nello Yemen, se non alla persona dell'Imam".
Nel febbraio del 1948 re Yahya, tre dei suoi figli e il suo principale consigliere vennero assassinati in un colpo di Stato, in cui il leader religioso Abdullah bin Ahmed al-Wazir fu proclamato imam. Il figlio di Yahya - e fratello di Ahmad - Ibrahim bin Yahya fu nominato capo del "governo costituzionale". Ibrahim era già in aperta rivolta contro il padre da un anno dopo essere fuggito e entrato in un gruppo chiamato "yemeniti liberi" nel protettorato di Aden nel 1946. Il piano per assassinare contemporaneamente Ahmad a Ta'izz fallì e radunò le truppe delle tribù a lui fedeli.
Abdullah si installo poco dopo a Sana'a. Il terzo figlio di Yahya, Hasan Hamid al-Din, allora governatore della provincia meridionale di Ibb, ma amato anche dalle tribù del nord, unì le sue forze a quelle del fratello, entrò nella capitale e pose fine al governo rivoluzionario. Ahmad lo ricompensò con gli uffici di primo ministro e governatore di Sana'a. Con l'appoggio delle tribù del nord così come di Ahmad Shafi nella roccaforte di Ta'izz, i cospiratori furono rastrellati in quattro settimane. La maggior parte vennero decapitati. Il nuovo imam Ahmad, all-Nasir li-Din Allah  ("il protettore della religione di Dio") avrebbe governato da Ta'izz, mentre la capitale fu saccheggiata. I liberali non affiliati furono comunque travolti nella rete. Una trentina di questi vennero decapitati, mentre gli altri furono incarcerati. La maggior parte vennero rilasciati entro due anni, spesso dopo aver scritto un'adulazione ossequiosa all'imam; altri rimasero in prigione per molto più tempo.

### Regno come Imam
Ahmad fu un sovrano più aperto del padre nel contatto con gli stranieri, ma non permise mai un rapporto libero con le altre nazioni. il suo stile di governo era autocratico e conservatore; non ammetteva mai suggerimenti. È stato riferito che ogni dettaglio, per quanto piccolo o insignificante, doveva essere approvato dall'Imam, anche per un camion governativo che doveva spostarsi a Ta'izz o per il foraggio dei muli. Un governatore di Aden riferì, "Tutto si blocca con un cenno del re. Ma la sua situazione è patetica, perché sa che non ha amici".
Per il mondo esterno, l'imam era praticamente sconosciuto, noto solo per la sua condotta apparentemente strana. Nel 1950 un rapporto riferì che lui e suo figlio Muhammad sposarono due sorelle, infermiere presso l'unico ospedale di Sana'a. Anche se il padre aveva vietato l'uso degli aerei dopo un incidente mortale, Ahmad era affascinato da loro e poco dopo l'ascesa al trono comprò due Douglas DC-3 e un altro nel 1951. Tutti gli aerei, tuttavia, erano a disposizione personale del sovrano. L'equipaggio svedese erano terrorizzato dai suoi ordini incoerenti. Il museo che un tempo era il suo palazzo (ora non più aperto al pubblico) contiene la sua "bizzarra collezione di centinaia di bottiglie identiche di acqua di colonia, Old Spice e Christian Dior, un letto elettrico, una borsa KLM da bambino, proiettori, film, pistole, munizioni e spade, passaporti, orologi svizzeri, personalizzati e vestiti macchiati di sangue".
I suoi sbalzi d'umore e il comportamento imprevedibile avrebbero avuto diverse origini. Primo fra tutti la sua dipendenza da un mix di droghe, soprattutto di morfina, che assumeva per sopportare i suoi reumatismi cronici. Visse nella paura di una morte improvvisa e della punizione divina. Credeva nel sovrannaturale e consultò astrologi; spesso sarebbe stato soggetto a "crisi mistiche", durante le quali si isolava dal mondo per settimane.
La sua unica costante guida politica come imam (a parte la sua posizione reazionaria sul governo) era quella di espellere gli inglesi da Aden e recuperare il protettorato nel "Grande Yemen", che suo padre voleva. Ahmad credeva che ci fosse il Regno Unito dietro il complotto che uccise suo padre. Aden era anche una base per il Movimento per la Liberazione dello Yemen, un gruppo di intellettuali e nazionalisti repubblicani espatriati dal nord. La retorica si rivolse a schermaglie di confine e il 26 marzo 1955 Ahmad accusò gli inglesi di aver ucciso un certo numero di yemeniti in un "attacco brutale" nel sud del paese. Ahmad fu ulteriormente allarmato per il piano britannico di federare i diciotto piccoli sceiccati e sultanati all'interno del protettorato per consolidare il territorio sotto la protezione britannica che lo Yemen ancora rivendicava.

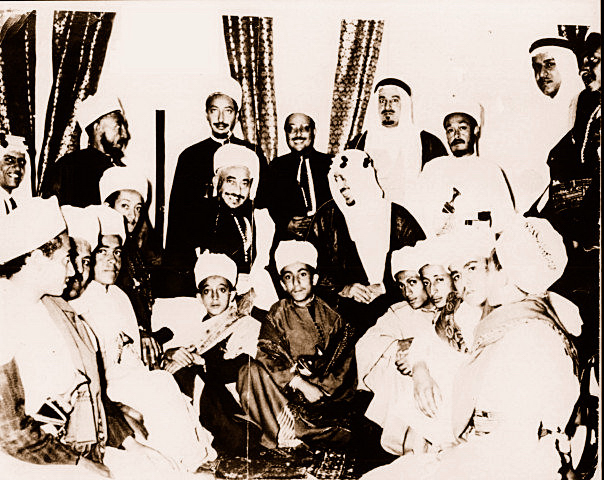
L'imam Ahmad con re Sa'ud dell'Arabia Saudita e il loro seguito.

Le tensioni con i britannici di Aden portarono Ahmad a superare la sua antipatia per l'Arabia Saudita, nata ai tempi del regno paterno. Nel 1955 lo Yemen cominciò i colloqui per entrare in un patto militare con l'Egitto, la Siria e l'Arabia Saudita. Il riscaldamento delle relazioni coincise con il bisogno saudita di lavoratori stranieri al servizio dell'industria petrolifera in espansione. Nel 1955 il governo saudita decretò che gli yemeniti sarebbero potuti entrare nel paese senza permesso di lavoro.
L'Egitto e la Siria firmarono il loro patto per una nuova alleanza militare araba il 3 marzo 1955. L'interesse dell'Egitto era di mettere insieme una lega panaraba per contrastare l'inclinazione filo-occidentale del recente patto Iraq-Turchia (che, con l'aggiunta del Pakistan e del Regno Unito sarebbe diventato il patto di Baghdad). Tre giorni dopo dalle loro rispettive capitali Egitto, Siria e Arabia Saudita emisero un decreto congiunto che annunciava un accordo per "rafforzare la struttura politica, militare ed economica araba." L'Egitto voleva che aderissero anche i restanti quattro membri della Lega araba (Libano, Giordania, Libia e Yemen del Nord). Il Libano aveva però interessi commerciali in Occidente e la Giordania venne esclusa per la partecipazione britannica alla sua difesa. Per la fine di marzo fonti diplomatiche egiziane ammisero che la Siria, sotto la pressione diplomatica di Turchia e Iraq, si rifiutava di portare avanti i piani per la difesa comune e avrebbe potuto decidere di ritirarsi se l'accordo avesse continuato a vietare ai firmatari di entrare in qualsiasi altro trattato di difesa con qualsiasi altra nazione non araba. L'Egitto fu in grado di salvare la faccia quando, il 26 marzo 1955, il primo ministro Hasan annunciò dalla capitale che lo Yemen si sarebbe unito al patto Egitto-Siria-Arabia Saudita e avrebbe partecipato alla conferenza dei premier in programma a Il Cairo per la conclusione del patto.
Nel 1955 schiacciò un tentativo di colpo di Stato guidato da un gruppo di ufficiali e da due suoi fratelli. nell'aprile del 1956 Ahmad bin Yahya firmò un patto di mutua difesa con l'Egitto che prevedeva un comando militare unificato.

### Morte e successione
Ahmad morì nel sonno a Ta'izz il 19 settembre 1962. Il suo figlio maggiore, Muhammad al-Badr fu proclamato imam e re e prese il titolo di al-Mansur. Tuttavia una settimana dopo i ribelli bombardarono la sua residenza, Dar al-Bashair, nel quartiere di Bir al-Azab a Sana'a e proclamarono la repubblica. Il 26 dello stesso mese, l'imam fu deposto da un gruppo di ufficiali nazionalisti. Fu quindi proclamata la Repubblica Araba dello Yemen sotto la guida di ʿAbd Allāh al-Sallāl.

## Vita personale
Ahmad ibn Yahya si sposò sette volte:
- Sayyida Safia bint Muhammad Al-Ezzi (nata nel 1898 e morta in Inghilterra nel febbraio 1983 - 1988), figlia di Sayyid Muhammad Al-Ezzi di Shahara;
- Wahabia bint Muhammad Raghib, figlia di Qadi Muhammad Raghib Bey, ministro degli affari esteri per diversi mandati;
- Mutia bint Muhammad Bashir;
- Sayyida Amat Al-Karim bint Ahmad, figlia di Sayyid Ahmad bin Abbas, governatore di Jebel Sabr per diversi mandati e vice ministro degli affari esteri;
- Layla Mufta (morta nel 1991), una donna etiope;
- Asma bint Ahmad, figlia di Qadi Ahmad Al-Mujahid;
- Sayyida Amat Al-Rahman bint 'Ali, figlia di Sayyid 'Ali bin Yahya Nassar.

Da loro ebbe sei figli.